# Secure Password Authentication
La autenticación de contraseña segura (SPA) es un protocolo patentado por Microsoft que se utiliza para autenticar a los clientes de correo electrónico de Microsoft con un servidor de correo electrónico cuando se utiliza el protocolo para transferencia simple de correo (SMTP), el protocolo de oficina de correo (POP) o el protocolo de acceso a mensajes de Internet (IMAP). El protocolo se basó en el esquema de autenticación integrada de Windows (NTLM).